# 大沼龍太郎 (海軍軍人)
大沼 龍太郎（おおぬま りゅうたろう、1871年6月18日（明治4年5月1日） - 1935年（昭和10年）4月20日）は、日本の海軍軍人。日清戦争では｢吉野｣乗組み機関候補生、日露戦争では「音羽」機関長、第一次世界大戦では第一南遣枝隊機関長として出征した。最終階級は海軍機関少将。大沼 竜太郎と表記される場合もある。

## 生涯

### 軍歴前半
旧会津藩士で斗南藩司民掛開拓課に出仕した大沼親誠を父に、青森県三戸郡五戸村 に生まれる。長じて海軍兵学校機関科に進むが、在校中に制度改革が行われ、第二次海軍機関学校の1期生として1894年（明治27年）10月に卒業した。岩辺季貴ら10名が同期生である。

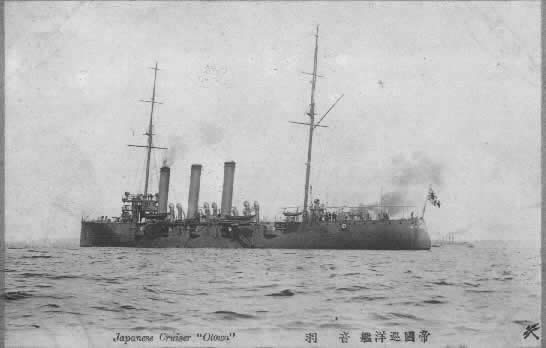
機関長として日本海海戦を戦った防護巡洋艦「音羽」（1905年）

すでに日清戦争が戦われており、大沼は少機関士候補生として「吉野」に乗組み、威海衛の戦いなどに従った。戦後は｢比叡｣、｢浪速｣の分隊長（心得）を経て、1898年（明治31年）11月、｢敷島｣回航委員として英国出張を命じられ、翌々年の4月に帰国した。同艦や｢橋立｣の分隊長、機関学校教官を経て、1904年（明治37年）2月16日、｢日進｣が日本に回航されたその日に同艦分隊長に補される。
同艦は整備を受けた後の4月に連合艦隊に編入され、大沼は日露戦争に出征した。在任中の｢日進｣は旅順港に対する間接射撃を実施し、また黄海海戦を戦った。翌年3月には｢音羽｣機関長に就任し、機関科の責任者として日本海海戦を戦った。大沼は戦後に功四級に叙されたが、｢音羽｣機関科について、艦長有馬良橘はその提出した戦闘報告書に次のように記述している。

### 軍歴後半
機関少佐の後半と機関中佐時代の補職は「満州」、「千歳」、「伊吹」各機関長としての海上勤務、呉海兵団機関長、呉海軍工廠検査官、海軍工機学校教官の陸上勤務であった。1913年（大正2年）12月に機関大佐に進級し、佐世保海軍工廠検査官に補されたが、第一次世界大戦の勃発により第一南遣枝隊（以下「一南遣」）機関長として出征する。この部隊は山屋他人を司令官とし、巡洋戦艦｢鞍馬｣、｢筑波｣のほか｢浅間｣、駆逐艦から成り、さらに｢生駒｣、｢磐手｣、｢筑摩｣、｢矢矧」が増勢されている。一南遣は、イギリス海軍などと協力して海上交通の脅威となっていたドイツ東洋艦隊の捜索にあたり、またドイツ領であった南洋群島各地を占領したが、ドイツ東洋艦隊との交戦には至っていない。一南遣は10月19日に解隊となり、翌年2月、大沼は山屋とともに第三戦隊に異動となり、中途に待命期間を挟みながら機関長を務めた。12月、舞鶴鎮守府機関長として帰還した。この地位にあること三年半を経過した1919年（大正8年）6月に機関少将へ昇進し、待命となる。予備役編入は翌年3月であった。その後軍事関係の会社に招聘され、また稚松会評議員として後進の育成に尽力している。

### 親族
姉のユキは出羽重遠に嫁ぐ。妹のトヨは海軍大学校の学生であった鈴木貫太郎に18歳で嫁ぎ、1912年（大正元年）に死去した。享年33。トヨと貫太郎は一男二女に恵まれ、長女は陸軍大将藤江恵輔に、次女は鈴木の後妻となった足立タカの弟である足立仁に嫁いだ。長男は鈴木首相秘書官、侍従次長を務めた鈴木一である。大沼が没した際、その嗣子である大沼清は近衛野砲連隊中隊長を務める陸軍砲兵大尉であった。

## 栄典
- 1918年（大正7年）7月10日 - 正五位[12]